# محمد الهاشمي الطرودي
محمد الهاشمي الطرودي المعروف اختصارا باسم «الهاشمي الطرودي» وبين رفاقه وزملائه بكنية «الشيخ»، إعلاميّ ومناضل سياسيّ بارز توفّي في العاصمة تونس يوم الجمعة 6 نوفمبر 2015 عن سنّ ناهزت الـ70 عاما. هو أصيل مدينة نفطة في منطقة الجريد بالجنوب التونسيّ. كان من قيادات حركة برسبكتيف (آفاق) اليسارية. سجن في عهد بورقيبة وضيق عليه وحرم من العمل في عهد بن علي وعرف بأسلوبه البديع في الكتابة وتحاليله السياسية. أصدر كتابا عن عراق صدام حسين وقصة للاحتلال الأمريكي وكتبا أخرى.

## النشأة
في 26 مايو 1944 ولد الهاشمي الطرودي بمدينة نفطة المعروفة بتجذّرها في التاريخ العربي الإسلامي للبلاد التونسية، حتى أنّها كانت معروفة بتسمية «الكوفة الصغرى» وكانت مقصدا لطلبة العلم من عديد المدن والقرى في منطقة الجريد التونسي ومنطقة الجريد الجزائري وكان يؤمّها طلبة العلم من عديد المناطق في افريقيا الصحراوية. وهناك تلقى الهاشمي دروسه الأولى في حفظ القرآن الكريم وقواعد اللغة العربية، وتابع دروس الفرع الزيتوني في نفطة ثمّ واصل تعليمه بالجامعة الزيتونية في العاصمة تونس.
في 1962 حدثت محاولة انقلاب على الرئيس الحبيب بورقيبة كانت أحد العوامل المهمة في تراجع السلطة السياسية عن المنسوب البسيط في الحقيقة والشكلاني لحرية التنظم والتعبير، فعمدت إلى حظر الأحزاب واعتماد نظام الحزب الواحد، ومنع الجمعيات والمنظمات وتجميع ما بقي منها في أطر ضيّقة تحت سيطرة الحزب الواحد الذي غيّر اسمه في مؤتمر بنزرت سنة 1964 ليصبح «الحزب الاشتراكي الدستوري» ويتبنّى نظاما اشتراكيا ولو في الظاهر، وحرص الحزب على الهيمنة على مختلف المنظمات التي سمّاها «المنظمات القومية» والتي صار من العسير أن تجد بين قيادييها شخصا من خارج الحزب الحاكم، كما هيمن الحزب على المنظمات الشبابية والطلابية وحرص على إبقائها ضمن «اتحاد منظمات الشباب» الذي كان يسيّره عادة منتمون إلى الحزب المهيمن.

## نشاطه السياسي
سيطر الحزبيون على مختلف مظاهر الحياة العامة في تونس وتوقفت الصحف والمنشورات التي كانت تصدر بعيدا عن رقابة الحزب/الدولة وقد تماهى المفهومان تقريب. في هذه الأجواء كان الهاشمي الطرودي يواصل دراسته في الجامعة الزيتونية وكان طبيعيا أن يبحث الشابّ عن توسيع آفاقه المعرفية وأن يعبّر بشكل أو بآخر عن رفضه التقيّد بما يريد الحزب/الدولة فرضه على الطلبة. كان هوى الشابّ الزيتونيّ بعيدا عن الإطار الرسميّ ووجد نفسه صحبة رفيقه الأقرب «محمد بن جنات» الذي سيدخل التاريخ فيما بعد بلقب «أوّل سجين سياسي في تونس» وأوّل سجين تونسي تتبنّاه منظمة العفو الدولية، ويرتبط به الطرودي فكريا أوّلا ثمّ عائليا في علاقة مصاهرة كانت هي الأخرى استثنائية ومحطة من محطات النضال اليساري في تونس اذ  تزوّج الشيخ من أخت رفيقه السيدة «حورية بن جنّات» وهو في السجن. احتفظ محمد الهاشمي الطرودي بلقب «الشيخ» الذي أطلقه عليه رفاقه اليساريون باعتباره زيتونيّ الثقافة والتكوين إلى آخر حياته وصار اللقب المحبب لزملائه ومعارفه.
في مقال عنه غداة وفاته كتب أحد الصحفيين: «ثمّة في شخصية الطرودي، سيرة مختزلة للـ» مثقف«(التونسي أو العربي)؛ إذ إنه مجمّعٌ من التيارات والنظريات والمسارات، وتركيبة من الممكنات الفكرية المتاحة على الأرض العربية. تخرّج من تعليم تمتد تقاليده إلى قرون بعيدة، ولكنه كان حاضراً في العصر، فأكل من ثمرة الحداثة، ثم وجد نفسه شاهداً على تقاسم غنيمة الحكم ووضع لبنات بناء الدولة المستقلة الحديثة، التي سيكون بعد سنوات قليلة من أبرز معارضيها. لقد» نزلت الستارة الحديدية«بداية الستينات في تونس، مع إقرار نظام الحزب الواحد، وكان الرجل قد التحف بـ» بُرنس«يسارٍ واسعٍ، تنقّل داخله بين مساراته الماركسية والقومية والماوية وتوليفاتها، متفكراً فيها، مقلّباً إياها على وجهها عسى أن تستوي على مثال الحالة التونسية».
زاول محمد الهاشمي الطرودي مهنة التدريس بشكل متقطع نتيجة التضييقات الأمنية المتواصلة والسجن، كما خاض عديد التجارب الصحفية في جيوب الحرية التي كانت تنبثق أحيانا لأسباب ذات علاقة بالوضع العام والصراعات بين أجنحة السلطة، فكتب في جريدة «الشعب» لسان حال الاتحاد العام التونسي للشغل ليغيب عنها بقرار من جناح في قيادة الاتحاد، وكتب في جريدة «الرأي» التي أسّسها الجناح الليبرالي في الحزب الحاكم المطرودة قياداته من الحزب الحاكم إثر مؤتمر المنستير سنة 1971، وكتب في جريدة الحزب الشيوعي التونسي العائد إلى الساحة إثر رفع الحظر عنه في 1981 وتصريح بورقيبة بأنه يسمح بالتعددية والاعتراف بالأحزاب التي تعترف بـ«الشرعية التاريخية لبورقيبة»، وكتب في جريدة «الموقف» لسان حال «التجمع الاشتراكي التقدّمي» الذي تأسس في 1985، ثمّ كانت تجربته المميزة في «مجلة المغرب العربي» المحتجبة بقرار الجنرال بن علي في أول التعينات والعائدة بعد ثورة 2011 في شكل جريدة يومية بعنوان «المغرب»، وترأس الشيخ تحريرها واشتهرت الجريدة بتحاليل الشيخ الطرودي ومواقفه المناصرة للحرية والعلمانية والتعدّدية ومناهضة مظاهر تديين المجتمع وتوظيف الدين والتديّن في خدمة مشروع حزبي/مجتمعي له برنامج معاد للحرية وعامل على جعل تونس أرضا لتطبيق الشريعة إن لم تكن خلافة على الشكل القروسطي.

## أعماله
أصدر محمد الهاشمي الطرودي عدّة كتب منها:
- مأساة بغداد
- كتاب الأحياء
- أضواء على اليسار التونسي

كما نشرت له دار محمد علي للنشر سنة 2016  بمناسبة الذكرى الأولى لوفاته،  كتابين يضمّان عددا كبيرا من مقالاته وتحاليله وتغطياته الصحفية بعناية من الاتحاد العام التونسي للشغل والكاتب زياد كريشان مدير تحرير جريدة المغرب:
- «المشهد السياسي بتونس (1960-2015) في البحث عن كتلة تاريخية» جديدة
- «الإسلام السياسي في تونس: هل من خصوصية؟».

نظمت المكتبة الوطنية التونسية بمناسبة الذكرى السنوية الأولى لوفاته ندوة فكرية بالاشتراك مع الاتحاد العام التونسي للشغل وجريدة المغرب وعائلته  يوم الأربعاء 30 نوفمبر 2016.

## الوفاه
توفي يوم الجمعة 6 نوفمبرالإعلامي محمد الهاشمي الطرودي.